# Rudgea hostmanniana
Rudgea hostmanniana är en måreväxtart som beskrevs av George Bentham. Rudgea hostmanniana ingår i släktet Rudgea och familjen måreväxter.

## Underarter
Arten delas in i följande underarter:
- R. h. freemanii
- R. h. hostmanniana
- R. h. maypurensis